# Cmentarz żydowski w Jaworniku Polskim
Cmentarz żydowski w Jaworniku Polskim – kirkut społeczności żydowskiej niegdyś zamieszkującej Jawornik Polski. Nie wiadomo dokładnie kiedy powstał. Ma powierzchnię 0,1 ha. Został zniszczony podczas II wojny światowej. Obecnie zachowały się na jego terenie jedynie fragmenty porozbijanych nagrobków.